# Mk VI型哨戒艇
Mk VI型哨戒艇（英語: Mark VI patrol boat）は、アメリカ合衆国海軍の哨戒艇の艦級。
アメリカのセーフボートインターナショナル（SBI）社が設計と製造を行っている。アメリカ海軍のほか、ウクライナ海軍への輸出発注も受けている。

## 概要
アメリカ海軍向けに設計された高速哨戒艇で、同種の艦艇としては比較的大型で重武装である。海軍遠征戦闘司令部（Navy Expeditionary Combat Command、NECC）の老朽化した哨戒艇の後継として、外国の港湾や沿岸における友軍戦力や重要インフラの防護に当たっている。最初の6隻は2012年5月24日に発注され、さらに2014年7月に4隻、2015年7月に2隻の追加契約が行われた。2014年から2018年にかけて納入され、2015年から就役している。

## 設計

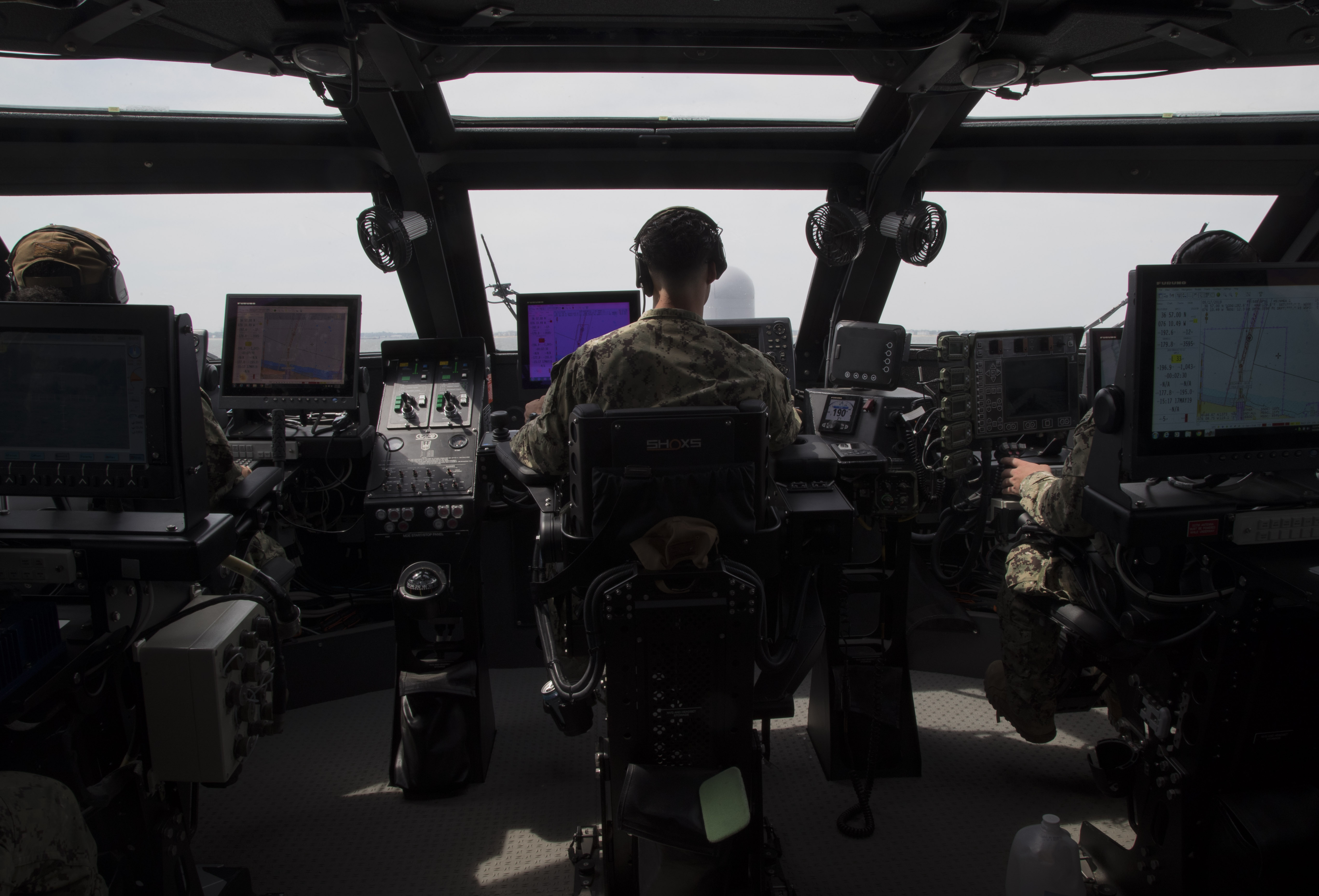
操縦室

設計はSBI社の780 アークエンジェル型哨戒艇に改造を加えたもので、主要部には防弾装甲が施されている。船体はアルミ合金製で、操縦性や整備効率、燃料効率に優れており、総保有コストと必要マンパワーを低減できるように設計されている。
機関にはMTU社のディーゼルエンジン2基とハミルトンジェット社のウォータージェット2基を搭載しており、45ノットの最大速力と600海里以上の航続距離を有する。
乗員は10名で、ほかに8名の特殊部隊を搭乗させることができる。艇内には宿泊施設、ギャレー、シャワー設備があり、長時間の任務に対応している。また、より小型の哨戒艇に対する指揮管制能力がある。
艦尾には小型ボート用の発着装備があり、舷側にはダイバー乗降用の切り欠きが設けられている。

## 武装
武装としては、遠隔操作式のMk38 mod2 25mm機関砲（最大2基）とMk50 12.7mm重機関銃（最大4基）、Mk44 機関銃があり、そのほかに手動銃架や音響警告装置を設置することもできる。また、無人水上艇、無人潜水機、無人航空機、小型ボートの運用が可能。

## 運用国
- アメリカ合衆国 - 2022年時点で、アメリカ海軍で12隻が就役している[3]。
- ウクライナ - 2020年6月に、アメリカ合衆国国務省はウクライナ海軍への最大16隻の対外有償軍事援助を承認し、2021年9月には6隻の発注と2隻のオプション契約が発表された[5]。